# Гранвіль

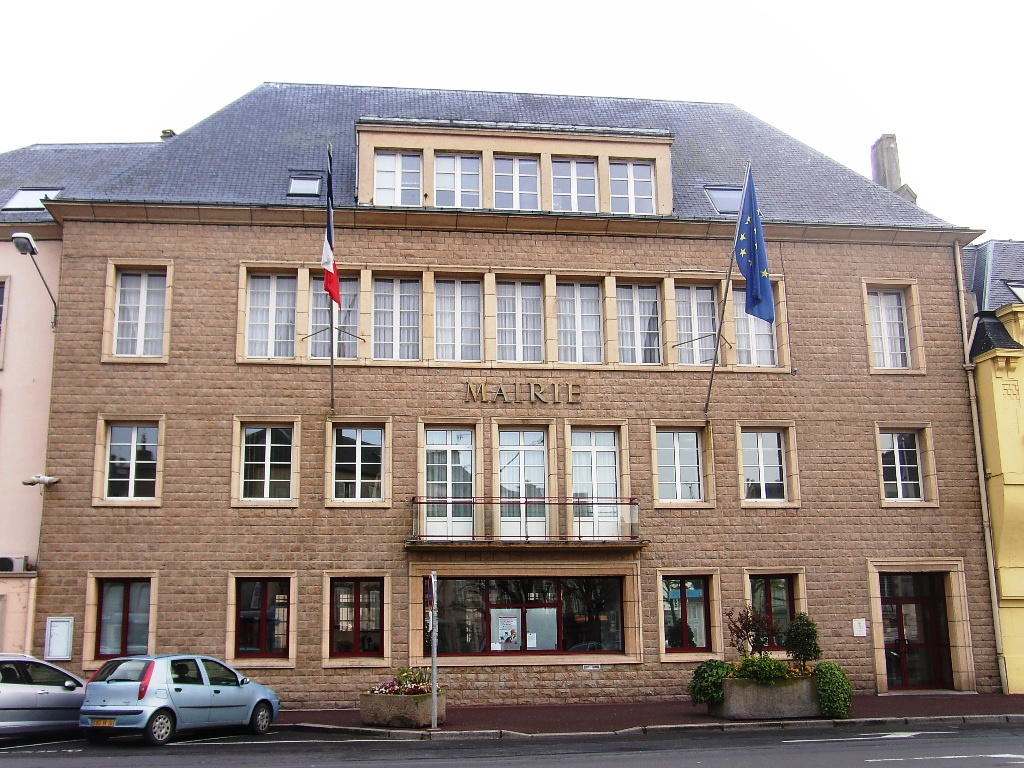
Мерія

Гранвіль (фр. Granville) — муніципалітет у Франції, у регіоні Нормандія, департамент Манш. Населення — 12 581 особа (01.01.2021).
Муніципалітет розташований на відстані близько 290 км на захід від Парижа, 100 км на південний захід від Кана, 50 км на південний захід від Сен-Ло.

## Історія
До 2015 року муніципалітет перебував у складі регіону Нижня Нормандія. Від 1 січня 2016 року належить до нового об'єднаного регіону Нормандія.

## Демографія
Динаміка населення ( ):
Розподіл населення за віком та статтю (2006):
| Стать | Всього | До 15 років | 15-24 | 25-44 | 45-64 | 65-85 | Понад 85 |
| --- | ------ | ----------- | ----- | ----- | ----- | ----- | -------- |
| Чоловіки | 5796   | 873         | 811   | 1273  | 1503  | 1195  | 141      |
| Жінки | 7212   | 935         | 697   | 1461  | 1835  | 1918  | 366      |
| \| Статево-вікова піраміда \| Статево-вікова піраміда \| Статево-вікова піраміда \| \| ----------------------- \| ----------------------- \| ----------------------- \| \| Чоловіки \| Вік \| Жінки \| \| 141 \| 85 + \| 366 \| \| 261 \| 80-84 \| 496 \| \| 320 \| 75-79 \| 498 \| \| 260 \| 70-74 \| 480 \| \| 354 \| 65-69 \| 444 \| \| 380 \| 60-64 \| 441 \| \| 407 \| 55-59 \| 504 \| \| 383 \| 50-54 \| 477 \| \| 333 \| 45-49 \| 413 \| \| 344 \| 40-44 \| 396 \| \| 306 \| 35-39 \| 394 \| \| 324 \| 30-34 \| 335 \| \| 299 \| 25-29 \| 336 \| \| 357 \| 20-24 \| 391 \| \| 454 \| 15-20 \| 306 \| \| 276 \| 10-14 \| 310 \| \| 269 \| 5-9 \| 328 \| \| 328 \| 0-4 \| 297 \| |        |             |       |       |       |       |          |
| Статево-вікова піраміда |        |             |       |       |       |       |          |
| Чоловіки | Вік    | Жінки       |       |       |       |       |          |
| 141 | 85 +   | 366         |       |       |       |       |          |
| 261 | 80-84  | 496         |       |       |       |       |          |
| 320 | 75-79  | 498         |       |       |       |       |          |
| 260 | 70-74  | 480         |       |       |       |       |          |
| 354 | 65-69  | 444         |       |       |       |       |          |
| 380 | 60-64  | 441         |       |       |       |       |          |
| 407 | 55-59  | 504         |       |       |       |       |          |
| 383 | 50-54  | 477         |       |       |       |       |          |
| 333 | 45-49  | 413         |       |       |       |       |          |
| 344 | 40-44  | 396         |       |       |       |       |          |
| 306 | 35-39  | 394         |       |       |       |       |          |
| 324 | 30-34  | 335         |       |       |       |       |          |
| 299 | 25-29  | 336         |       |       |       |       |          |
| 357 | 20-24  | 391         |       |       |       |       |          |
| 454 | 15-20  | 306         |       |       |       |       |          |
| 276 | 10-14  | 310         |       |       |       |       |          |
| 269 | 5-9    | 328         |       |       |       |       |          |
| 328 | 0-4    | 297         |       |       |       |       |          |

## Економіка
2010 року серед 7590 осіб працездатного віку (15—64 років) 4894 були активними, 2696 — неактивними (показник активності 64,5%, у 1999 році було 68,7%). З 4894 активних мешканців працювала 4251 особа (2077 чоловіків та 2174 жінки), безробітними було 643 (307 чоловіків та 336 жінок). Серед 2696 неактивних 749 осіб було учнями чи студентами, 1247 — пенсіонерами, 700 були неактивними з інших причин.

У 2010 році в муніципалітеті числилось 6413 оподаткованих домогосподарств, у яких проживали 11925,0 особи, медіана доходів виносила 17 633 євро на одного особоспоживача

## Галерея зображень

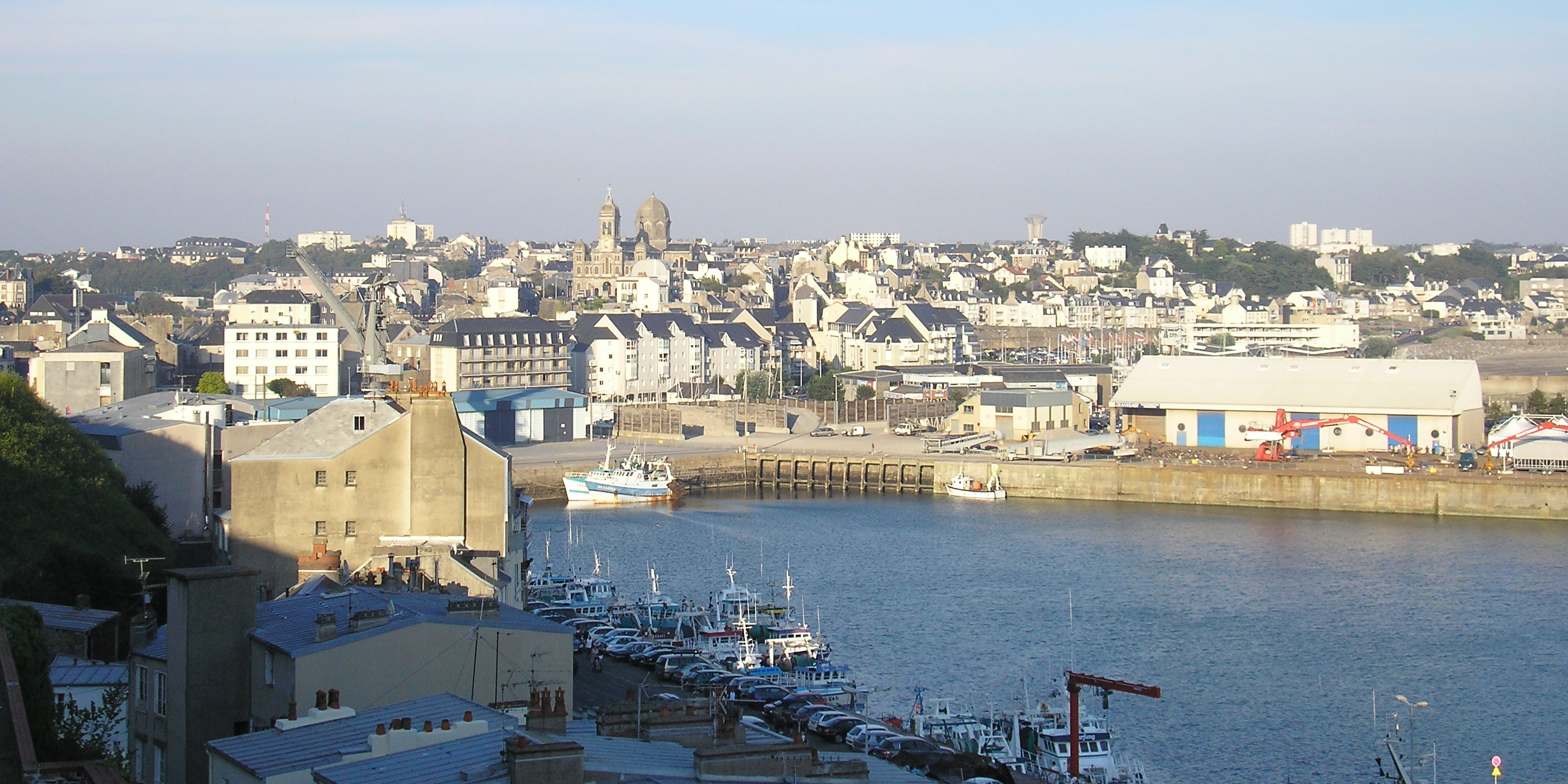
Вид на Гранвіль з Верхнього міста
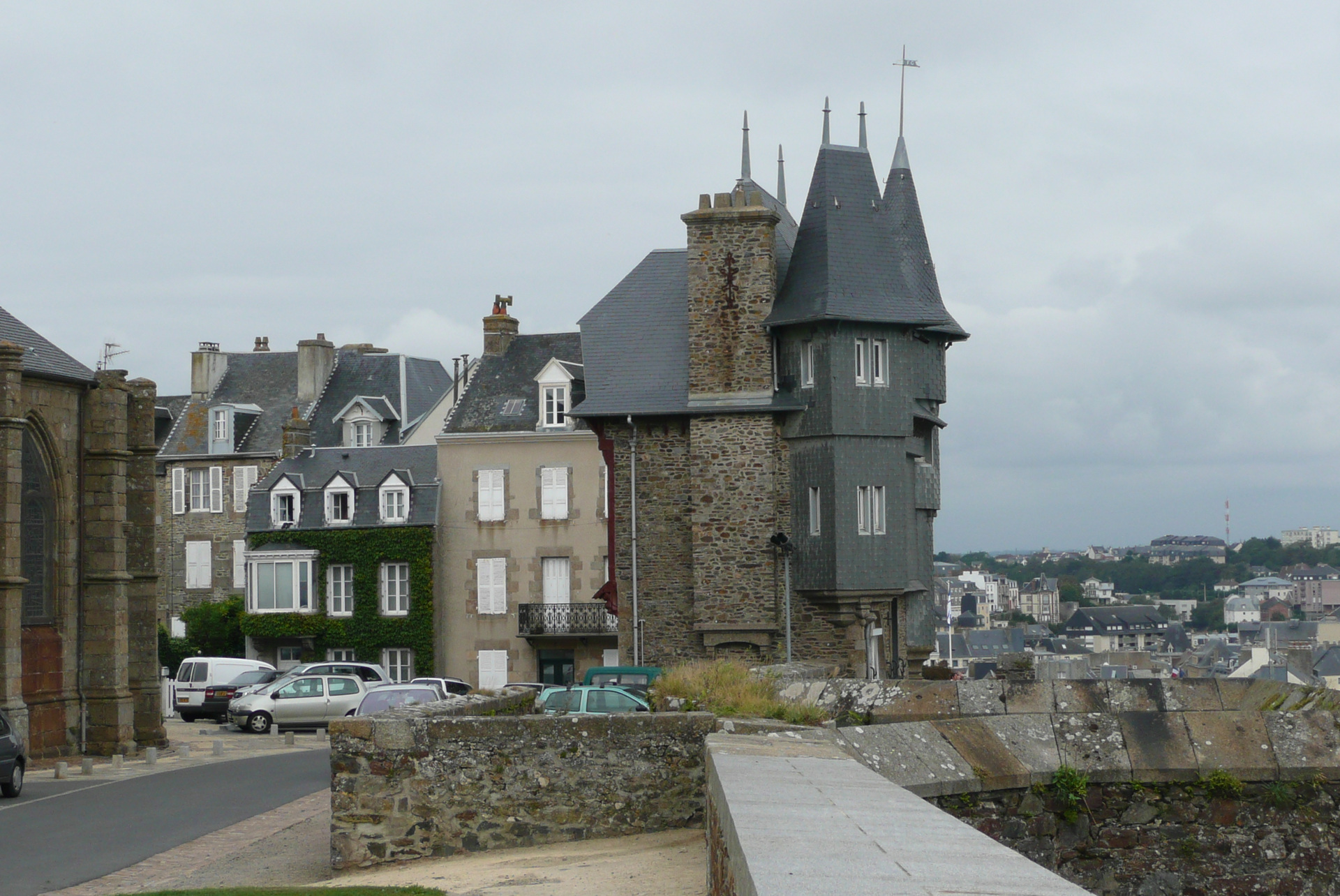
Будинки на стінах Верхнього міста
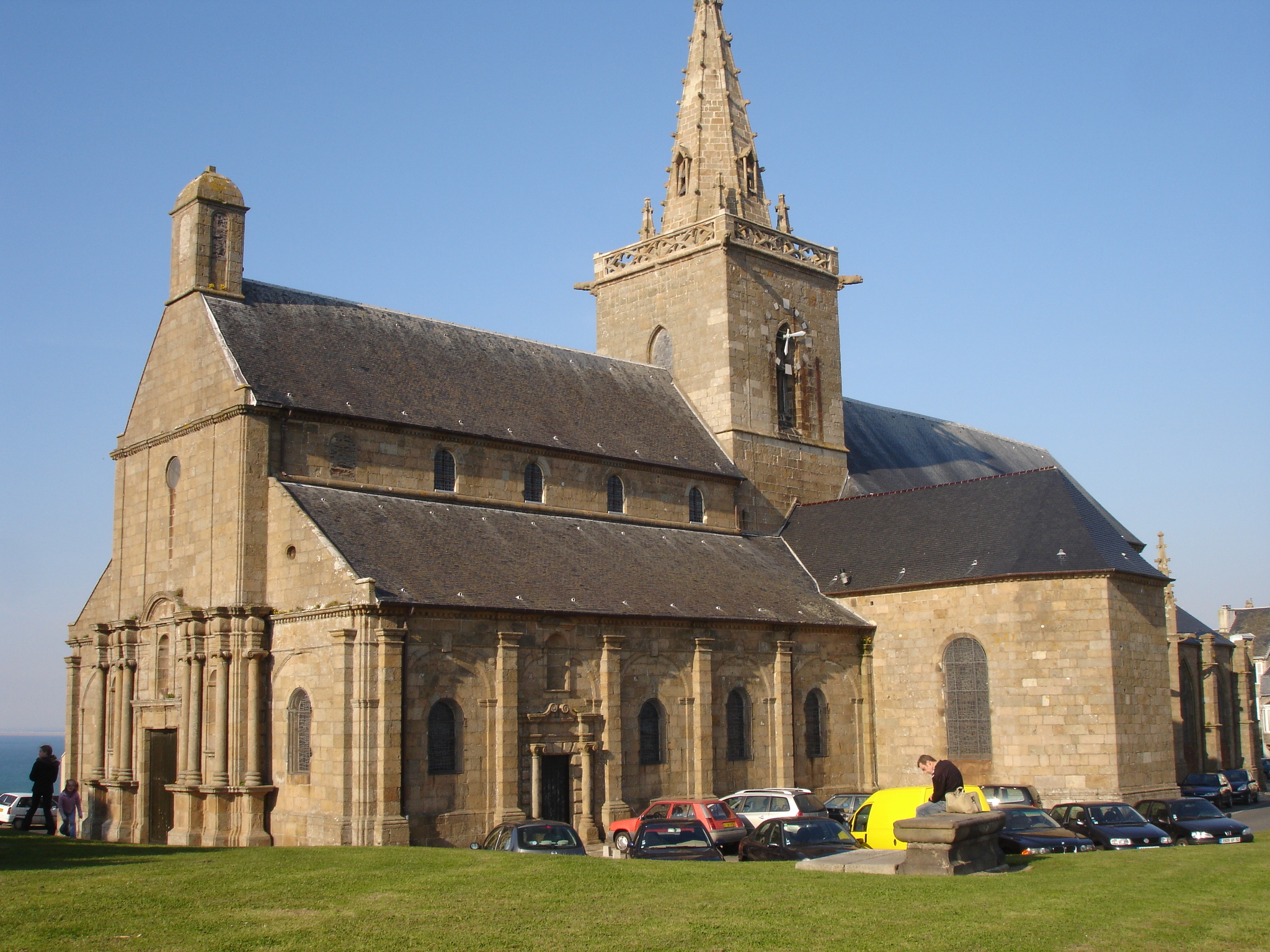
Церква Нотр-Дам-де-Кап-Ліу
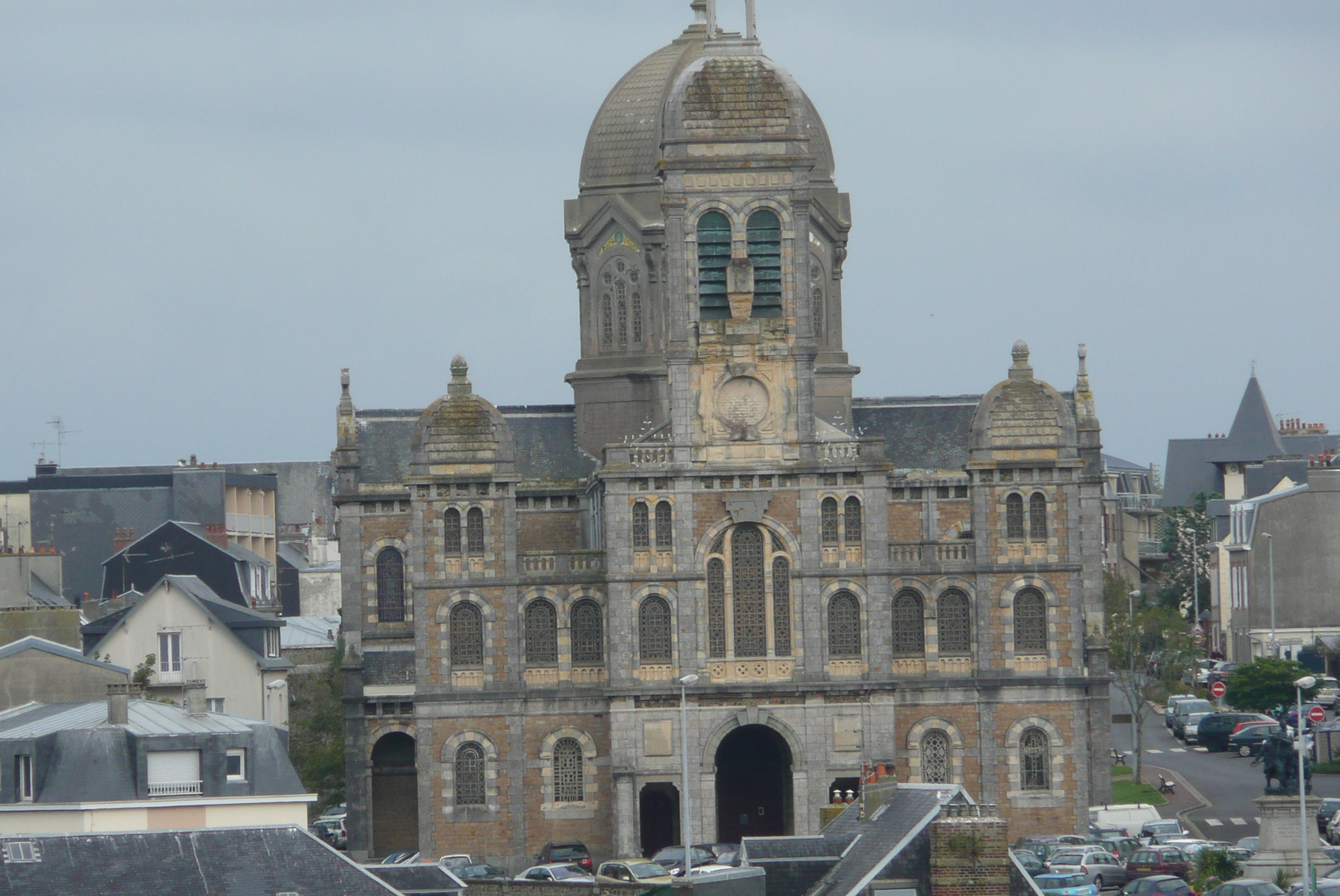
Вид на церкву святого Павла з Верхнього міста
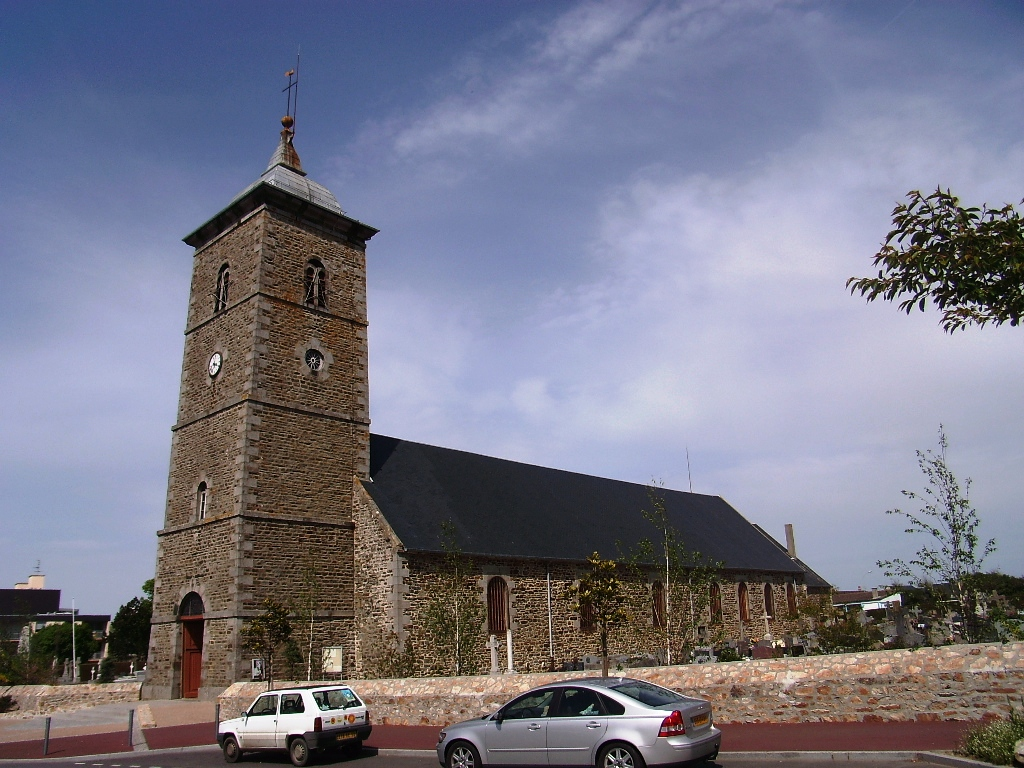
Церква святого Миколая
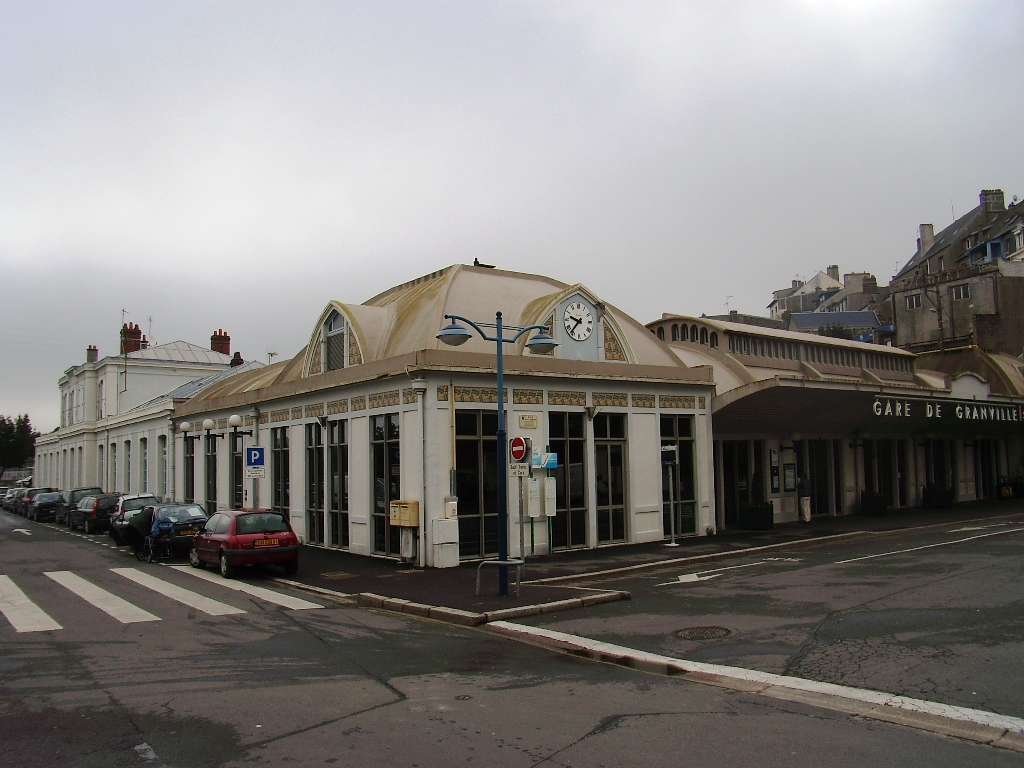
Гранвільський вокзал
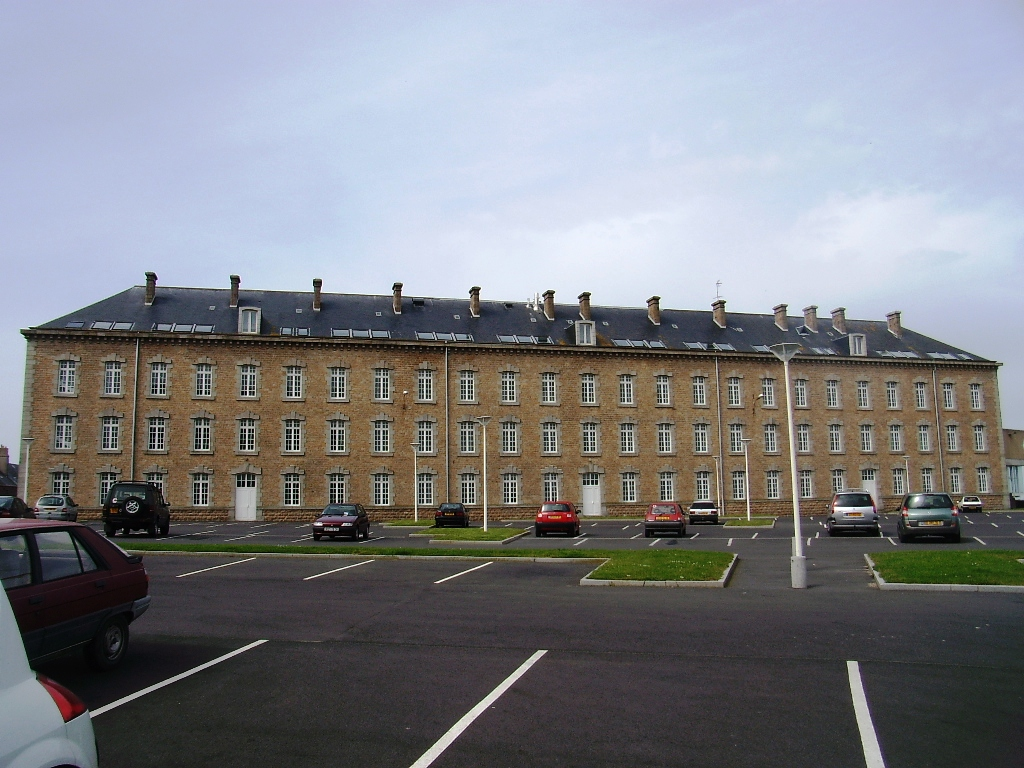
Коледж Андре Мальро в колишніх казармах Базей
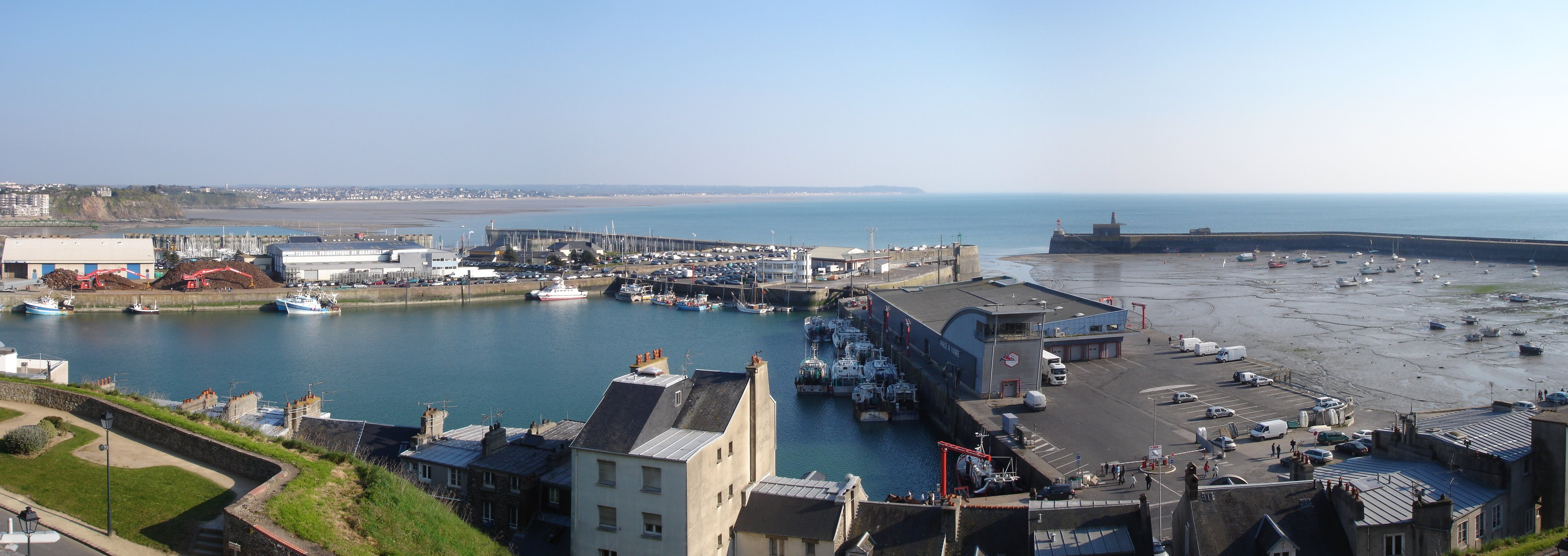
Панорама порту
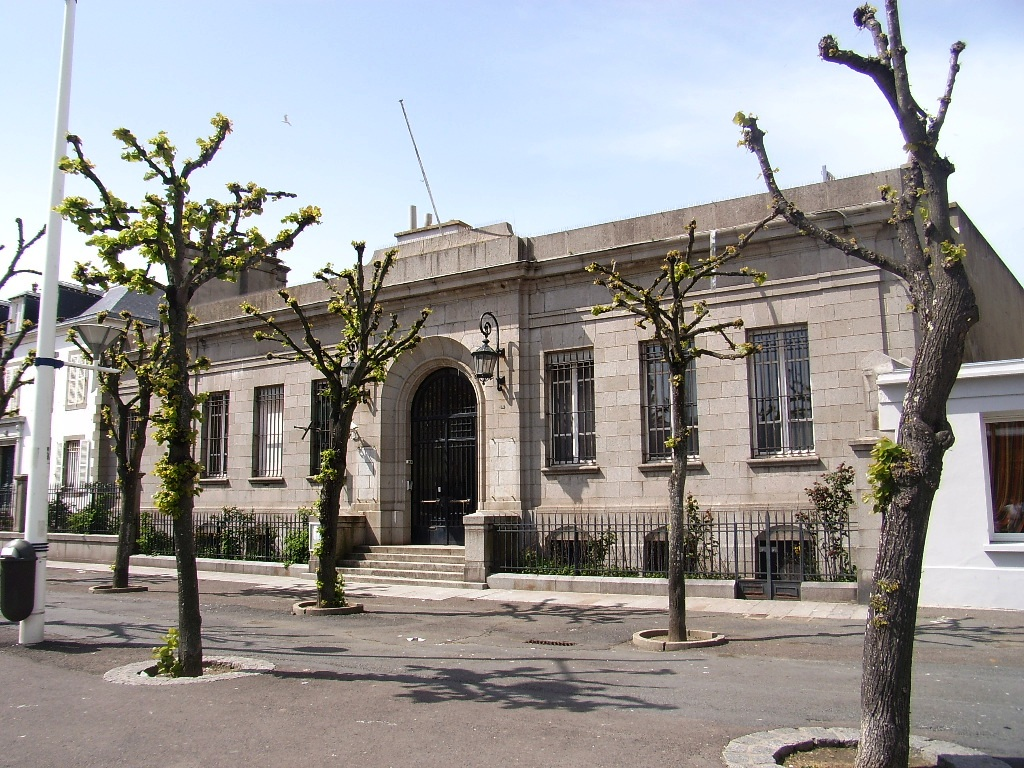
Офіс Банку Франції